# صحنایا
صحنایا (به عربی: صحنایا) یک منطقهٔ مسکونی در سوریه است که در شهرستان داریا واقع شده‌است.

## خصوصیات
صحنایا ۱۳٬۹۹۳ نفر جمعیت دارد.